# Фуничелло, Тамара
Тамара Фуничелло (итал. Tamara Funiciello, род. 20 марта 1990, Берн, Швейцария) — швейцарский политик Социал-демократической партии. Депутат Национального совета Федерального собрания Швейцарии с 2019 года.

## Ранняя жизнь и образование
Родилась в 1990 году в семье рабочих. Швейцарка-мать работала в розничной торговле, а итальянского происхождения отец — на фабрике. Местом рождения был город Берн, но детство было проведено на острове Сардиния в Италии. Там Фуничелло училась в начальной школе коммуны Боза. В 2000 году семья вернулась в Берн и Фуничелло отправили в среднюю школу коммуны Нойенегг кантона Берн. Окончив среднюю школу, она начала изучать международные отношения в Женевском университете, позже перевелась в Бернский университет, где изучала историю и социальные науки. Работала в нескольких разных сферах. В 2013 году стала секретарём профсоюза «Unia». Она решила заняться защитой прав рабочих после того, как в 2011 году её отца уволили с фабрики.

## Политическая карьера
Начала политическую карьеру в качестве члена совета директоров «Молодых социалистов Швейцарии», молодёжной организации Социал-демократической партии Швейцарии, по городу Берн. Позже стала президентом «Молодых социалистов Швейцарии» в кантоне Берн, членом правления бернского отделения Социал-демократической партии Швейцарии. В 2016 году возглавила «Молодых социалистов Швейцарии» на конфедеративном уровне. На муниципальных выборах 25 марта 2018 года была избрана представителем Социал-демократической партии в Большом совете кантона Берн. В августе 2019 года ушла с должности председателя «Молодых социалистов Швейцарии».
На парламентских выборах 20 октября 2019 года была избрана депутатом Национального совета Федерального собрания Швейцарии; в парламенте стала членом юридической комиссии. 29 февраля 2020 года была избрана сопрезидентом женского отделения Социал-демократической партии Швейцарии.

## Политические позиции
Идентифицирует себя марксисткой и вдохновляется девизом Розы Люксембург: «Самое революционное, что можно сделать, это всегда громогласно произносить то, что происходит». Предпочитает отстаивать политику Социал-демократической партии, а не идти на компромиссы. В 2019 году, когда была избрана депутатом Национального совета, идентифицировала себя в первую очередь как профсоюзную активистку и только во вторую политическим деятелем. Является активисткой за права женщин, была ведущей фигурой во время общенациональной женской забастовки 2019 года, второй за всю историю Швейцарии.
Кроме таго, является членом совета директоров швейцарского отделения европейской негосударственной организации за социальную справедливость «Solidar». 15 января 2021 года взяла шефство над Николаем Дедком, белорусским общественно-политическим деятелем и политическим заключённым.

## Личная жизнь
В июне 2019 года впервые публично прокомментировала свою сексуальную ориентацию, назвав себя бисексуальной. В качестве места происхождения у Фуничелло отмечена коммуна Гурбрю. Также Фуничелло играла в хоккей на траве за женскую команду клуба «Янг Бойз» и молодёжную сборную Швейцарии, с которой выиграла золото Молодёжного (до 21 года) Чемпионата Европы по хоккею на траве среди женщин в дивизионе C.